# Mezinárodní hokejová liga
Mezinárodní hokejová liga (MHL, Межнациональная хоккейная лига) byla nejvyšší hokejová klubová soutěž ve Společenství nezávislých států v letech 1992 až 1996. Vítěz této ligy získával titul mistr Společenství nezávislých států.

## Historie
Pro sezónu 1992/93 nahradila Mezinárodní hokejová liga SNS zaniklou soutěž sovětskou ligu ledního hokeje. Po čtvrté sezóně 1995/96 byla liga přerušena. MHL byla poté nahrazena Superligou, která byla v létě 2008 po dvanácti letech nahrazena Kontinentální hokejovou ligou.
Za čtyři roky existence ligy se klub hlavního města HK Dynamo Moskva a HK Lada Toljatti, který byl v sovětských dobách vlastně neúspěšný, zcela podělil o čtyři mistrovské tituly a dvě vítězství v poháru.

## Vítězové
| Ročník    | Počet klubů | Mistr            | Vicemistr        | Vítěz poháru     | Vítěz vicepoháru       |
| 1992/1993 | 24          | HK Dynamo Moskva | HK Lada Toljatti | −                | −                      |
| 1993/1994 | 24          | HK Lada Toljatti | HK Dynamo Moskva | HK Lada Toljatti | HK Dynamo Moskva       |
| 1994/1995 | 28          | HK Dynamo Moskva | HK Lada Toljatti | −                | −                      |
| 1995/1996 | 28          | HK Lada Toljatti | HK Dynamo Moskva | HK Dynamo Moskva | Metallurg Magnitogorsk |